# Spirits of St. Louis
Die Spirits of St. Louis waren ein US-amerikanisches Basketball-Franchise aus St. Louis, Missouri, und eine von zwei Mannschaften, die am Ende der American Basketball Association (ABA) noch existierten, aber nicht die Vereinigung von ABA und NBA überlebte. Sie waren Mitglieder der ABA in ihren letzten zwei Spielzeiten, 1974–1975 und 1975–1976, und trugen ihre Heimspiele in der St. Louis Arena aus.

## Geschichte
Die Spirits, deren Name von Charles Lindberghs Flugzeug, mit dem er den Atlantik überquerte, entnommen wurde, waren die dritte Version einer Franchise, die vorher als Houston Mavericks und Carolina Cougars bekannt war. Ungeachtet ihrer Geschichte waren sie ein Expansionsteam, obwohl sie ein Überrest der Cougars waren.
Es war ein bunter Haufen und beinhaltete viele Spieler auf und jenseits des Platzes, die durchaus erfolgreich in ihren Basketballkarrieren waren. Unter ihnen befand sich auch Moses Malone, der während der zweiten Saison erworben wurde. Er hatte anschließend eine lange und erfolgreiche Karriere in der NBA, die in der Aufnahme in die Naismith Memorial Basketball Hall of Fame gipfelte. Maurice Lucas verbrachte den Großteil in der ABA bei den Spirits und wurde später ein All-Star in der NBA mit den Portland Trail Blazers. Weiter bekannte Spieler waren der frühere sechste Mann der Boston Celtics Don Chaney, der spätere Cheftrainer der Boston Celtics M.L. Carr und Ron Boone, der lange Zeit den Rekord für die meisten Spiele in Folge hielt. Einer der größten Paradiesvögel war der Forward Marvin "Bad News" Barnes, der berühmt war für sein Verhalten außerhalb des Platzes und sein fehlendes Verständnis für Zeitzonen.
Ein paar Persönlichkeiten des Teams, die nicht selbst spielten, erlangten ebenfalls Bekanntheit. Einer der Trainer 1975 war der frühere NBA-Spieler Rod Thorn, der der Vizepräsident für Basketballangelegenheiten in der NBA (oder, einfacher ausgedrückt, die Nummer zwei hinter Commissioner David Stern) über viele Jahre hinweg wurde. Als Radiosprecher für die Mannschaft fungierte Bob Costas. Costas hatte anschließend eine sehr erfolgreiche Karriere bei NBC, sowohl im Fernsehen als auch im Radio.

## Spielzeiten
Nach einem langsamen Start in ihre Debütsaison 1974–1975 erreichten die Spirits die Playoffs nach einem Schlussspurt und konnten den Titelverteidiger New York Nets in der ersten Runde der Playoffs ärgern. Aber das Team konnte den guten Start im folgenden Jahr nicht fortsetzen und verpasste die Playoffs bei weitem, so dass auch schließlich die Zuschauerzahlen in St. Louis schwanden. Am Saisonende verhandelte man, die Mannschaft nach Salt Lake City, Utah, umzusiedeln und dort unter dem Namen Utah Rockies weiterzuspielen.

## Das Ende
Im Sommer 1976, als die ABA vor dem finanziellen Kollaps nach neun Jahren stand, begannen die sechs überlebenden Franchises (die Virginia Squires gingen direkt nach der letzten Saison bankrott), mit der NBA über eine Zusammenlegung zu verhandeln. Aber man entschied, nur vier Mannschaften aus der konkurrierenden Liga aufzunehmen: New York Nets (der letzte Meister der ABA), Denver Nuggets, Indiana Pacers und San Antonio Spurs.
Die NBA besänftigte John Y. Brown, den Eigentümer der Kentucky Colonels, indem sie ihm 3,3 Millionen $ als Abfindung zahlten, damit er die Mannschaft auflöst. Brown nutzte Teile dieser Abfindung später, um die Bufalo Braves zu kaufen. Aber die Eigentümer der Spirits, die Brüder Ozzie und Dan Silna, handelten einen vorherwissenden Vertrag aus, der ihnen die zukünftigen Fernsehgelder von den Mannschaften, die sich der NBA anschlossen, fortlaufend zusicherte, und zwar ein Siebtel jeder Mannschaft. Da die Fernsehverträge immer lukrativer wurden, wurden die Silnas dadurch wohlhabend. Sie erhielten nach einem Bericht der Los Angeles Times 168 Millionen $ bis Juli 2006. Die NBA konnte die Silnas fast aus dem Vertrag 1982 herauskaufen, als sie ihnen 5 Millionen $ für 8 Jahre bot. Die Verhandlungen kamen aber zum Erliegen, als die Zwillinge 8 Millionen $ für 5 Jahre verlangten. Der laufende Vertrag garantiert den Silnas 14,57 Millionen $ pro Saison. Im Juni 2007 wurde er um weitere acht Jahre verlängert, was für die früheren Eigentümer der Spirits mindestens weitere 100 Millionen $ bedeutet.